# Fungia scutaria
Fungia scutaria är en korallart som beskrevs av Jean-Baptiste Lamarck 1801. Fungia scutaria ingår i släktet Fungia och familjen Fungiidae. IUCN kategoriserar arten globalt som livskraftig. Inga underarter finns listade i Catalogue of Life.

## Bildgalleri

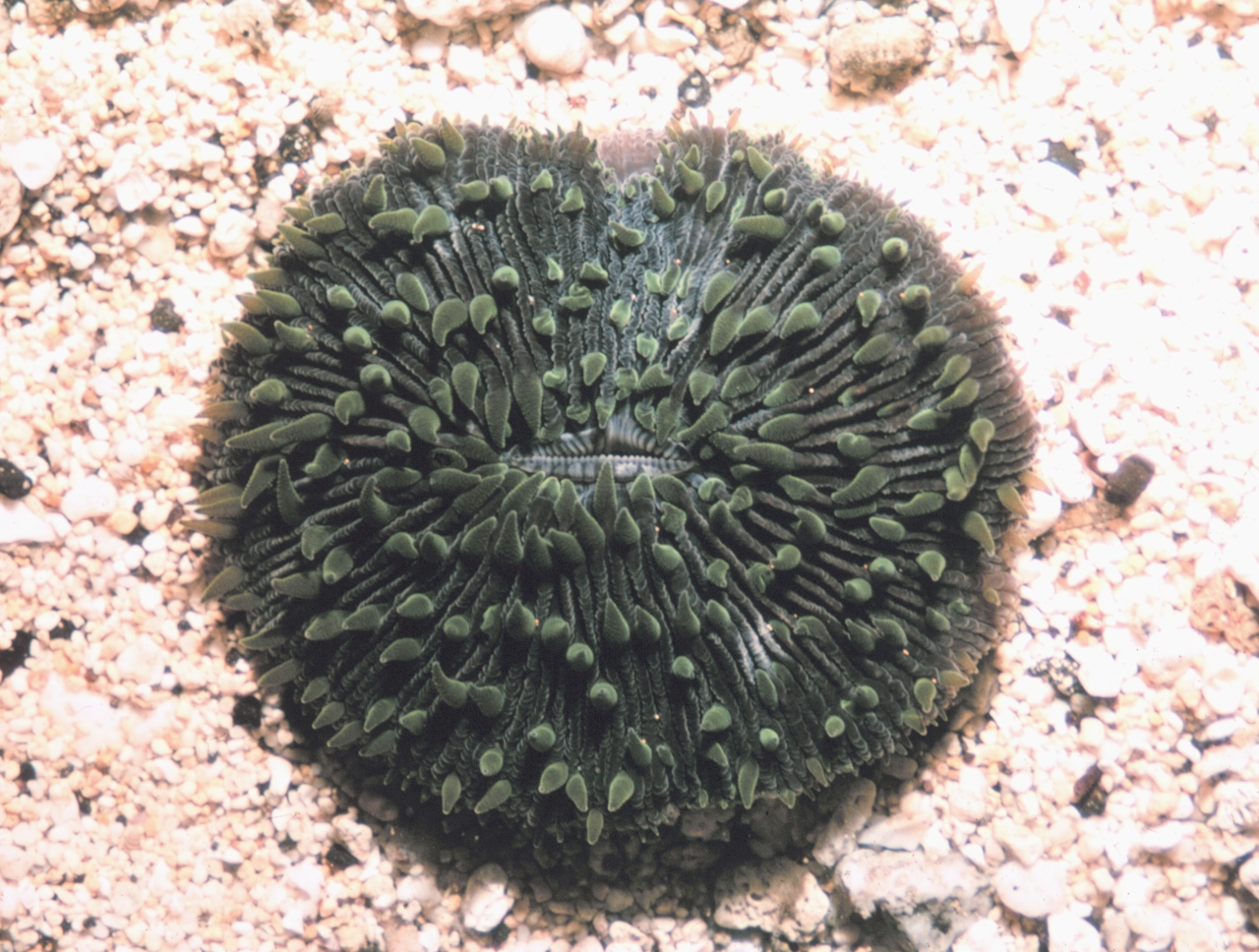
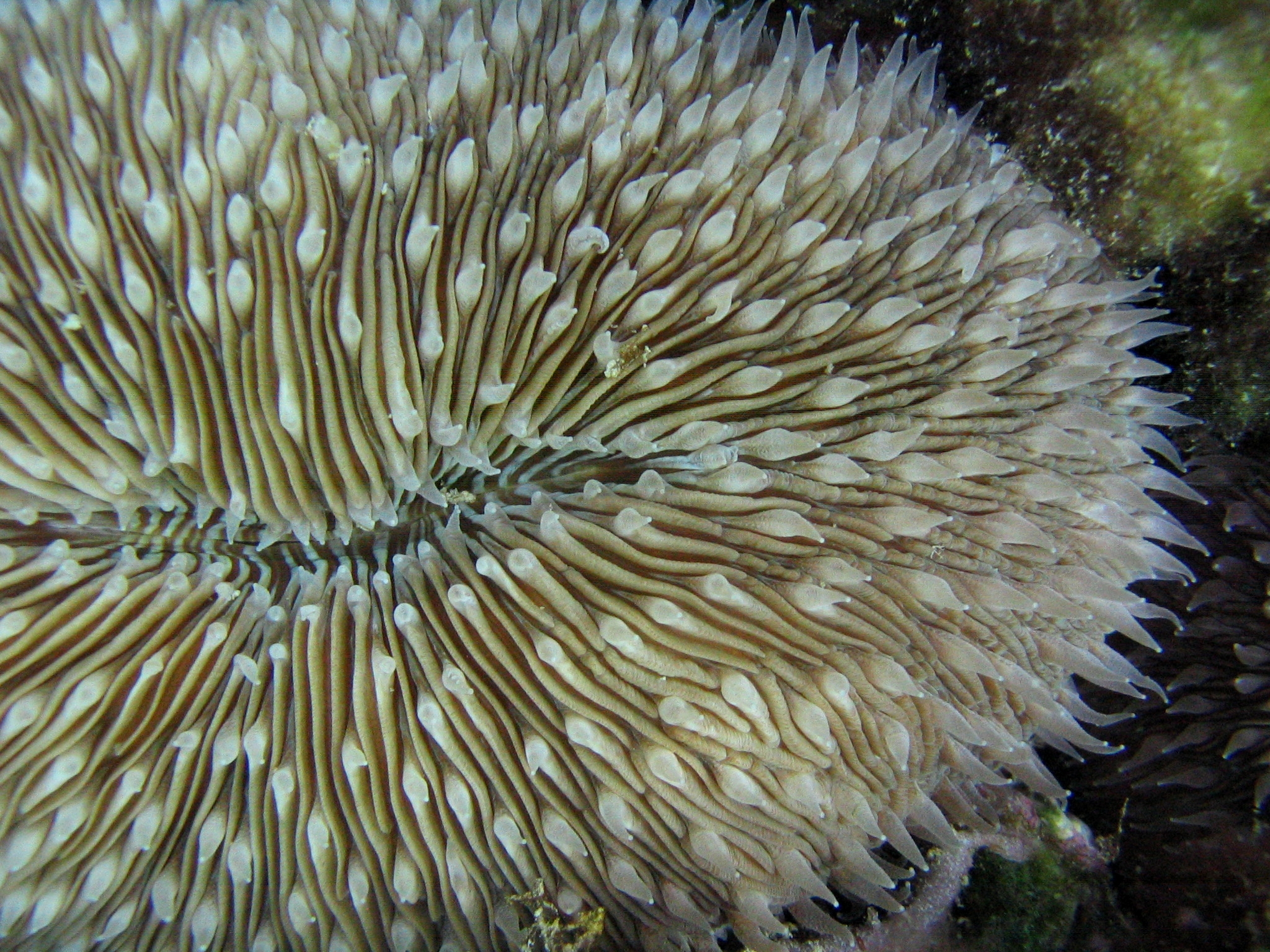